# فاتنشايد 09
نادي فاتنشايد 09 هو نادي كرة قدم ألماني. يلعب في الدرجة الثالثة. تأسس في عام 1909.

## وصلات خارجية
- موقع النادي الرسمي